# Groupe de Centaurus A
Le groupe de Centaurus A comprend au moins huit galaxies situées dans la constellation du Centaure. La distance moyenne entre ce groupe et la Voie lactée est d'environ 4,05 Mpc (∼13,2 millions d'al).
Centaurus A est au centre d'un des deux sous-groupes du groupe Centaurus A/M83, un groupe de galaxies proche. Messier 83 (la galaxie « Pinwheel » australe) est au centre de l'autre sous-groupe. Ces deux sous-groupes sont parfois considérés comme un seul groupe,. Toutefois Garcia considère que ce sont deux groupes distincts. Notons que les galaxies entourant Centaurus A et M83 sont physiquement proches les unes des autres et les que les deux sous-groupes ne se déplacent pas l'un par rapport à l'autre. Le groupe de Centaurus A fait partie du superamas de la Vierge. 

## Distance du groupe de Centaurus A
Les galaxies du  groupe de Centaurus A sont rapprochées du Groupe local et on ne peut utiliser la loi de Hubble pour déterminer leur distance. On obtient d'ailleurs des distances de Hubble pour toutes les galaxies de ce groupe plus grandes que les distances obtenues par des méthodes indépendantes du décalage, en moyenne, presque deux fois plus grandes. La distance moyenne des valeurs obtenues par des méthodes indépendantes du décalage donne une valeur de 4,05 ± 0,73 Mpc (∼13,2 millions d'al) alors que la moyenne des distances de Hubble donne 11,8 ± 1,9 Mpc (∼38,5 millions d'al). Ces galaxies s'éloignent donc de la Voie lactée et leur vitesse propre s'ajoute à la vitesse de récession causée par l'expansion de l'Univers.

## Membres
Le tableau ci-dessous liste les huit galaxies du groupe indiquées dans l'article de A.M. Garcia paru en 1993.
| Nom                    | Class.             | Type                           | α (J2000.0)   | δ (J2000.0)  | Vitesse radiale (km/s) | m      | Distance (Mpc) | Diamètre (kal) | Distance (Mpc) |
| ---------------------- | ------------------ | ------------------------------ | ------------- | ------------ | ---------------------- | ------ | -------------- | -------------- | -------------- |
| NGC 4945               | SB(s)cd            | Spirale barrée                 | 13h 05m 27.5s | -49° 28′ 06″ | 563 ± 3                | 8,4    | 11,9 ± 0,9     | 165            | 4,16 ± 0,89    |
| Centaurus A (NGC 5128) | S0 pec             | Lenticulaire                   | 13h 25m 27.6s | -43° 01′ 09″ | 547 ± 5                | 6,8    | 11,8 ± 0,9     | 123            | 3,81 ± 0,83    |
| NGC 5206               | (R')SB0^0(rs) pec? | Lenticulaire                   | 13h 33m 44.0s | -48° 09′ 04″ | 571 ± 10               | 10,9   | 11,9 ± 0,9     | 23             | 3,00 ± 0,36    |
| NGC 5237               | E?,                | Elliptique naine               | 13h 37m 39.0s | -42° 50′ 49″ | 571 ± 10               | 12,5   | 8,98 ± 0,68    | 7,5            | 3,62 ± 0,37    |
| NGC 5408               | IB(s)m             | Irrégulière magellanique       | 14h 03m 20.9s | -41° 22′ 40″ | 506 ± 3                | 11,6   | 10,9 ± 0,8     | 19             | 4,98 ± 0,23    |
| ESO 270-17             | SB(s)m             | Spirale barrée magellanique    | 13h 34m 47.3s | -45° 32′ 51″ | 828 ± 2                | 10,37  | 15,8 ± 1,1     | 165            | 5,23 ± 2,3     |
| ESO 324-24             | IABm?              | Irrégulière magellanique       | 13h 27m 37.3s | -41° 28′ 50″ | 516 ± 3                | 12,38  | 11,4 ± 0,8     | 19             | 3,92 ± 0,36    |
| ESO 325-11             | IB(s)m             | Irrégulière magellanique naine | 13h 45m 00.5s | -41° 51′ 40″ | 545 ± 2                | 13,348 | 11,7 ± 0,9     | 14             | 3,72 ± 0,78    |

Le site DeepskyLog permet de trouver aisément les constellations des galaxies mentionnées dans ce tableau ou si elles ne s'y trouvent pas, l'outil du site constellation permet de le faire à l'aide des coordonnées de la galaxie. Sauf indication contraire, les données proviennent du site NASA/IPAC. 